# ペドフォビア
ペドフォビア (Paedophobia/Pedophobia/Pedofobia, 仏: Pédophobie/Pédofobie)
は恐怖症の一種。ペド（子供）とフォビア（恐怖）の合成語。子供に対する恐怖、軽蔑、嫌悪、偏見などの感情的な状態を指す。
子供に対する恐怖は精神科医によって扱われることがある。                                